# ディオニューシア祭
ディオニューシア祭（ディオニューシアさい、希: Διονύσια, Dionȳsia）とは、神ディオニューソスを祝して古代アテナイで催された大祭である。主要な催しは悲劇の上演であるが、紀元前487年以降は喜劇も演じられた。これはパンアテナイア祭（en）に次いで重要な祭だった。ディオニューシア祭は地方のディオニューシア祭と市のディオニューシア祭という二つの関連する祭から成り、年中各地で行われたが、これらはディオニューソスの秘儀の一端を担うものであった。

## 地方のディオニューシア祭
ディオニューシア祭はアッティカのエレウテライで行なわれていた、おそらくはブドウの木の栽培を祝す地方の祭であるDionysia ta kat' agrousを起源とする。これは非常に古くからの祭で、元々はディオニューソスとは関連しなかったのであろう。「地方のディオニューソス祭」はポセイドンの月（12月ごろ）に執り行われた。主な催しはポンペーという行列で、ファルス（男根）がファロポロスによって運ばれた。ポンペーには籠を持つ少女たちから成るカネポロスや、長いパンを運ぶオベリアポロス、その他の献げ物を運ぶスカペポロス、水を運ぶヒュドリアポロス、ワインを運ぶアスコポロスも加わった。
ポンペーの後、コレーゴスに率いられたコロスによりディテュランボスが歌われた。前年に市のディオニューシア祭で上演された悲劇や喜劇も催し物の中に含まれたかもしれないが、これはピレウスやエレウシスのような大きな町では一般的なことだった。アッティカ地方の町では祭が違う日に行なわれたため、見物人は季節ごとに複数の祭を見に行くことが出来たが、これは年に祭以外に市の外へ出るチャンスが無かったアテナ市民にとって旅行する機会となり、劇団が複数の町で祭の日に演じることをも可能にした。
喜劇作家アリストパネスは『アカルナイの人々』の劇中で地方のディオニューシア祭を滑稽に模倣している。

## 市のディオニューシア祭

### 起源
大ディオニューシア祭としても知られる市のディオニューシア祭は都市部で行なわれる祭で、紀元前6世紀に僭主ペイシストラトスの時代に創設されたと考えられる。この祭は地方のディオニューシア祭のおよそ3ヶ月後、現在の3月中旬から4月の中旬にかかるエラペーボリオーンの月に行なわれたが、おそらく冬の終わりとその年の収穫を祈念したものだろう。伝説によれば、この祭はアッティカとボイオーティアの境にありアッティカに属することを選んだ町エレウテライの流儀に倣って確立されたとされる。エレイテライの人々はアテナイにディオニューソス像を持ち込んだがアテナイの人々は当初これを拒絶した。そこでディオニューソスが男性疾患を流行させてアテナイの人々を罰し、彼らがディオニューソス信仰を受け入れると神は病気を快癒させたと伝えられている。この出来事が毎年市民がファルスを運ぶことで再現された。
市の祭は比較的新しく創案されたもので、王ではなく、紀元前7世紀に設けられ、宗教的な祭を主催するエポニュモス・アルコンによって執り行われた。

### ポンペーとプロアゴン
アルコンは選出されるとすぐ、祭の開催を支援する2人の補佐役（パレドロス）と 10人の世話役（エピメレタス）を選び、市のデュオニューシア祭に備えた。祭りの初日にポンペーが行なわれ、アテナイ市民、外国人居住者、アテナイのコロニーの代表者らの行列が祭りの主役であるディオニューソス・エレウテレスの木像を運びながらアクロポリスの南斜面にあるディオニューソス劇場へ向けて行進した。地方のディオニューシア祭と同様に彼らも木や青銅で出来たファルスを運んだ。また、より大きなファルスが台車に乗せられて引かれた。籠持ちや水運び、ワイン運びも行なわれた。
紀元前5世紀半ばデロス同盟が絶頂にあったときには、アテナイの権力を誇示する様々な寄贈品や武器も運ばれたが、その行列の中には劇場で犠牲に捧げられる雄牛もいた。行列の中で一番目立ったのはぜいたくで華美な服をまとったコレゴスだった。ポンペーの後、コレゴスは合唱隊を率いて熱狂的な賛歌の競演を行った。これはとても競争的なもので、最高の笛の名手が音楽を演奏し、シモーニデースやピンダロスのような詩人が作詞して提供した。競演の後、雄牛が犠牲に捧げられ、全てのアテナイ市民のために饗宴が開催された。これに続いてコーモスという行列が行われたが、これはおそらく通りを練り歩くお祭り騒ぎだったのだろう。
翌日、プロアゴンで劇作家が演じられる劇のタイトルを発表し、審判がくじで選ばれた。プロアゴンが当初どこで行われたかは分かっていないが、紀元前5世紀中頃以降はアクロポリスにあるペリクレスのオデオンで行われた。プロアゴンは年間を通じてアテナイになんらかの貢献をした著名な市民や外国人を表彰する場でもあった。またペロポネソス戦争中は戦争で孤児になった子供たちがオデオンに参列したが、それはおそらくは彼らの父に敬意を表すためと考えられる。
406年に劇作家エウリピデスの死が告知されたのがプロアゴンであったように、ここはその他の告知の場としても用いられたようである。

### 劇の上演

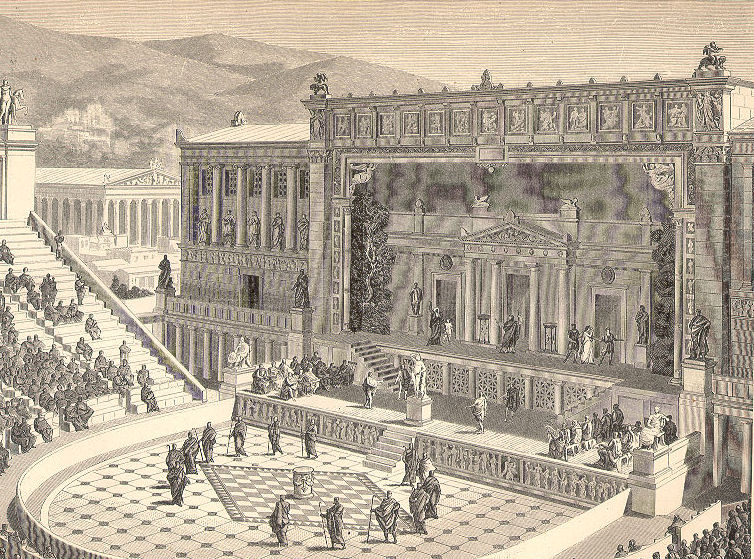
ローマ時代のデュオニューソス劇場の想像図

ポンペーの間にデュオニューソス劇場は仔豚を生贄にして清められた。伝説によれば、紀元前534年ディオニューシア祭で初めて悲劇が、その名が「thespian」（俳優）の語源となる劇作家兼俳優のテスピスにより上演された。彼に与えられた賞品はデュオニューソスの象徴であるヤギだったが、これは「ヤギの歌」を原義とするであろう「tragedy（悲劇）」の語源になった。
翌3日は悲劇の上演に充てられが、1日に3作の悲劇と1作のサテュロス劇が演じられた。アイスキュロス、エウリピデス、ソポクレスらの作品を含め、現存しているギリシア悲劇のほとんどがディオニューソス劇場で公開された。アルコン、エピメレタス、審査員（アゴノテタス）は最前列で鑑賞した。
喜劇作家が市のディオニューシア祭に公式に参加したのは紀元前487年ないし486年からで、祭6日目に喜劇5作品が上演された。喜劇はディオニューシア祭では二次的なものであり、むしろ年始に行われるレナイア祭において重要だった。しかしディオニューシア祭で受賞する方がより大きな名誉であると考えられていた。
紀元前5世紀の古典時代以降は過去の作品が再演されるようになったが、これは観衆が質の劣る新しい作品よりも古い作品の再演の方を好んだことによるらしい。また演じられる劇の数もまた変わり、ペロポネソス戦争の間は通常上演される喜劇は3作だけだったが、紀元前2世紀になると喜劇は全く上演されなくなった。2世紀以降悲劇の新作は見られなくなったようで、この時点では古い作品だけが上演された。

## 祭の重要性
しばしばディオニューソスはアテナイ人が抑制しようとした野蛮な生まれながらの野生的人間性をあらわす神と見なされた。ディオニューシア祭もおそらくは感情的な悲劇や不遜な喜劇を通じて、人々が抑圧されたものを発散する機会であったと考えられる。ポンペーには反転の要素もあり、その間は下層階級は上流階級を、女は男の親類縁者をからかったり冷やかすことができた。これはアイスクロロジアもしくはトタスモスとして知られるが、エレウシスの秘儀にも同様の概念があった。
劇は日常の生活の中では普通は話されず、共有し得ないであろう考えを浮き彫りにした。例えばアイスキュロスの『ペルシア人』では、愛国的なアテナイ市民がペルシア人に対して同情的になるが、これは普通の環境においては愚かしいと思われるだろう。アリストパネスはアテナイの政治家や著名人をあざけり、ペロネソス戦争の真っ最中に反戦劇『女の平和』でさえも上演した。ディオニューシア祭では通常なら口に出来ない批判すら許されたのである。

## 市のディオニューシア祭の著名な受賞者

### 悲劇
- 紀元前534年 テスピス[3]
- 紀元前511年 プリュニコス[4]
- 紀元前499年 プラティナス、アイスキュロス2位[4]
- 紀元前484年 アイスキュロス
- 紀元前476年 プリュニコス
- 紀元前472年 アイスキュロス 『ペルシア人』
- 紀元前471年 ポリュプラスモン
- 紀元前468年 ソポクレス 『トリプトレムス』、アイスキュロス2位[5]
- 紀元前467年 アイスキュロス『テーバイ攻めの七将』
- 紀元前463年 アイスキュロス『嘆願する女たち』
- 紀元前458年 アイスキュロス『オレステイア』
- 紀元前455年 エウリピデス3位『ペリアスの娘たち』[6]
- 紀元前449年 ポントスのヘラクレイデス（en）
- 紀元前446年 カルキノス[7]
- 紀元前442年 ソポクレス『アンティゴネー』
- 紀元前441年 エウリピデス
- 紀元前435年 イオポン（ソポクレスの息子）[7]
- 紀元前431年 エウポリオン（アイスキュロスの息子）、ソポクレス2位、エウリピデス3位『メディア』
- 紀元前428年 エウリピデス『ヒッポリトス』
- 紀元前427年 ピロクレス（アイスキュロスの甥）、2位ソポクレス
- 紀元前422年 メネクラテス[8]
- 紀元前415年 クセノクレス、エウリピデス2位[9]
- 紀元前409年 ソポクレス『ピロクテテス』
- 紀元前408年 エウリピデス『オレステス』[10]
- 紀元前405年 エウリピデス『バッコスの信女』（en）
- 紀元前372年 アステュダマス

### 喜劇
- 紀元前486年 キオニデス（英語版）
- 紀元前472年 マグネース（英語版）
- 紀元前471年 マグネース[5]
- 紀元前458年 エウプロニウス
- 紀元前453年 クラティノス[6]
- 紀元前450年 クラテス（英語版）
- 紀元前446年 カリアス（英語版）
- 紀元前437年 ペレクラテス（英語版）
- 紀元前435年 ヘルミッポス（en）
- 紀元前426年 アリストパネス[11]
- 紀元前423年 クラティノス、アメイプシアス2位、アリストパネス3位『雲』[8]
- 紀元前422年 カンタルス
- 紀元前421年 エウポリス、2位アリストパネス『平和』
- 紀元前414年 アメイプシアス、アリストパネス2位『鳥』[9]
- 紀元前411年 アリストパネス入賞『女だけの祭り』[9]
- 紀元前405年アリストパネス[10]
- 紀元前402年 ケピソドロス
- 紀元前394年 アリストメネス[12]
- 紀元前388年 アリストパネス『福の神』[12]
- 紀元前290年 ポセイディプス（en）
- 紀元前278年 ピレモン
- 紀元前185年 ライネス
- 紀元前183年 ピレモン
- 紀元前154年 カイリオン